# OpenMSX
openMSX — эмулятор бытовых компьютеров стандарта MSX, с открытым исходным кодом. Предназначен для использования на компьютерах под управлением операционных систем Windows, macOS и Linux. Впервые вышел 4 мая 2001, и по сей день обновляется. Последнее обновление вышло 30 августа 2023 (19.1).

## Особенности
По причинам авторского права эмулятор не может распространяться с оригинальными образами ПЗУ MSX-BIOS. Вместо этого openMSX включает C-BIOS, минимальную реализацию MSX BIOS, позволяющую запускать некоторые компьютерные игры без исходного образа ПЗУ. При желании пользователь может заменить C-BIOS собственным BIOS.